# Johann Hazod
Johann Hazod (* 30. März 1897 in Oberkappel; † 30. Juli 1981 in Linz) war ein österreichischer Buchdrucker und Maler.

## Leben und Wirken

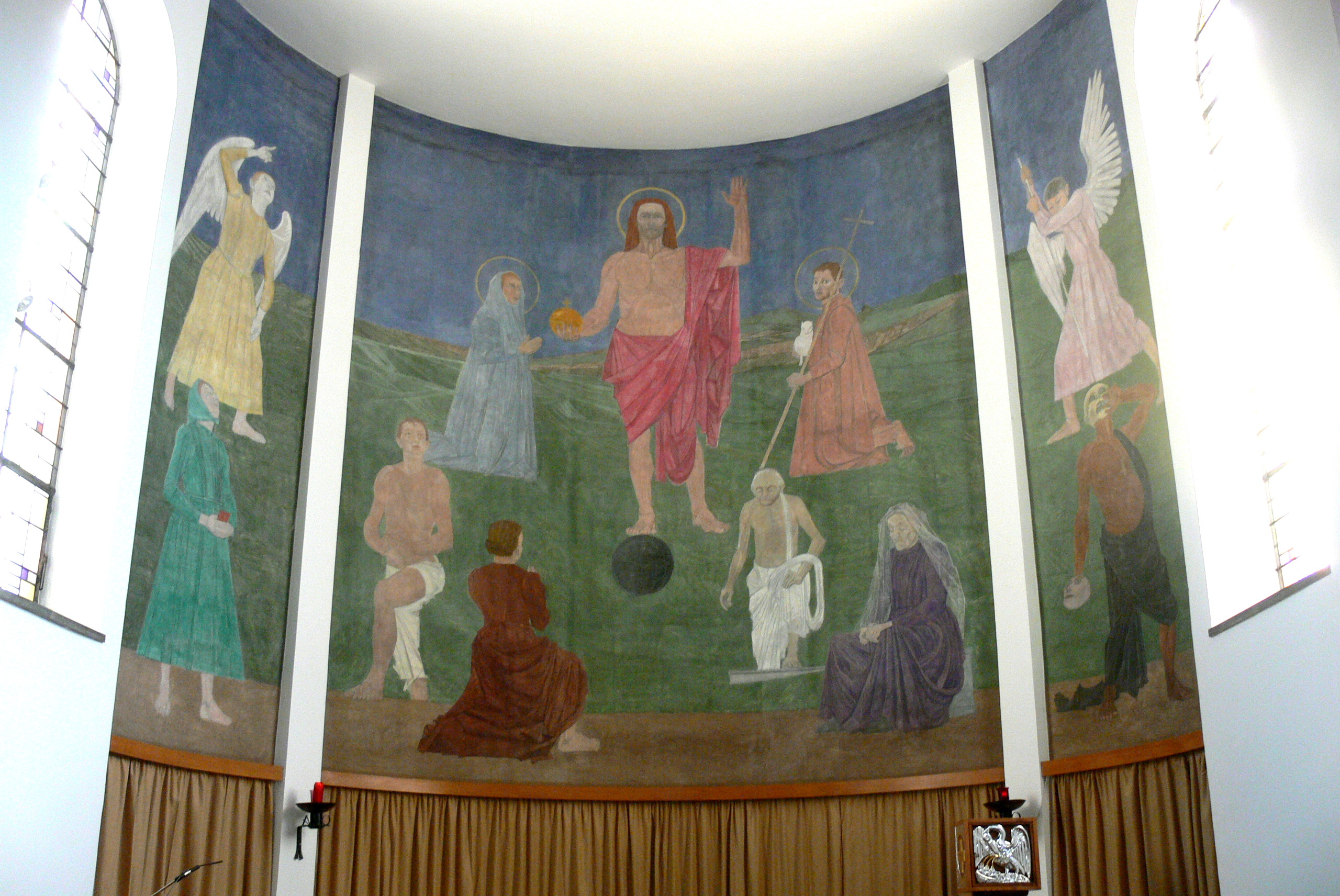
Fresko Jüngstes Gericht im neuen Chor der Pfarrkirche Oberkappel

Hazod wuchs als Sohn eines Kleinbauern in Oberkappel auf und lernte Buchdruckerei in Linz. Von 1915 bis 1918 leistete er Kriegsdienst beim Infanterieregiment 14 der k.u.k. Armee. Nach der Rückkehr aus dem Krieg war er zunächst wieder Buchdrucker und wechselte dann in den Kanzleidienst als Buchhalter bei der Verbrauchsgenossenschaft für Linz und Umgebung, wo er auch für deren Werbetätigkeit zuständig war.
Er eignete sich Kenntnisse des Malens teils im Selbststudium an und besuchte die Abendakte bei Rudolf Feischl in der Malschule Matthias May. Er befasste sich intensiv mit den Malereien Paul Cézannes und der französischen Impressionisten und machte die Bekanntschaft mit Rudolf Steinbüchler, der ihn zur Freskenmalerei brachte.
Ab 1934 wohnte er in Urfahr beim Jäger im Tal, in St. Magdalena. 1934 wurde ihm der österreichische Staatspreis für Malerei verliehen. Bei einer Italienreise besuchte er 1937 die Tintoretto-Ausstellung in Ca’ Pesaro und lernte die Fresken Giottos kennen. Ab 1939 war er als Maler freischaffend tätig.

## Werke

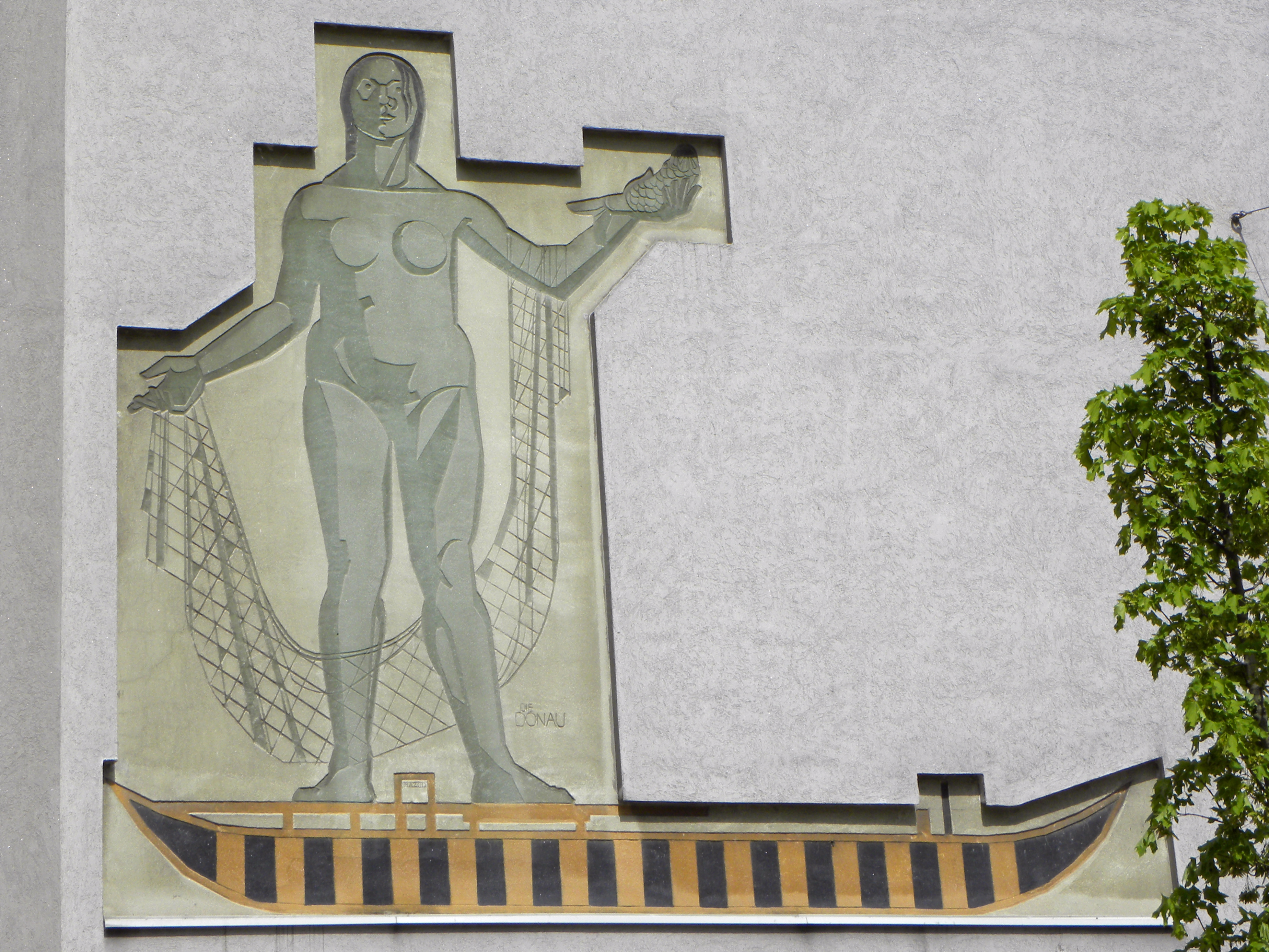
Sgraffito Donauweibchen, Linz, Urfahr

Werke Hazods befinden sich in der Staatsgalerie in Wien, im Oberösterreichischen Landesmuseum, im Museum der Stadt Linz u. a. Er schuf Ölgemälde, Aquarelle, Zeichnungen, Holzschnitte, Fresken, Landschaftsbilder, sehr realistische religiöse Kompositionen und Porträts.
Das von ihm 1940/41 geschaffene Fresko Frankenburger Würfelspiel für den Sitzungssaal des Gaustabsgebäudes des Reichsarbeitsdienstes Linz (später Salesianum Linz) wurde im Zweiten Weltkrieg zerstört. 1942 erhielt er einen Auftrag im Zuge der Umgestaltung des Welser Bahnhofs und wurde mit dem Ausstellungspreis des Reichsgaues Oberdonau ausgezeichnet. 1943 wurde er nach Berlin berufen und als Frontzeichner eingesetzt. Als Propaganda-Kompanie-Maler war er drei Monate im Raum Minsk tätig. 1953 gestaltete er das Altarbild für das Bildungsheim in Schloss Puchberg bei Wels.
- Sgraffito Die beiden Leser, Linke Brückenstraße 34, Urfahr, 1965.
- Sgraffito Donauweibchen, Linke Brückenstraße 34, Urfahr, 1965.

## Ausstellungen

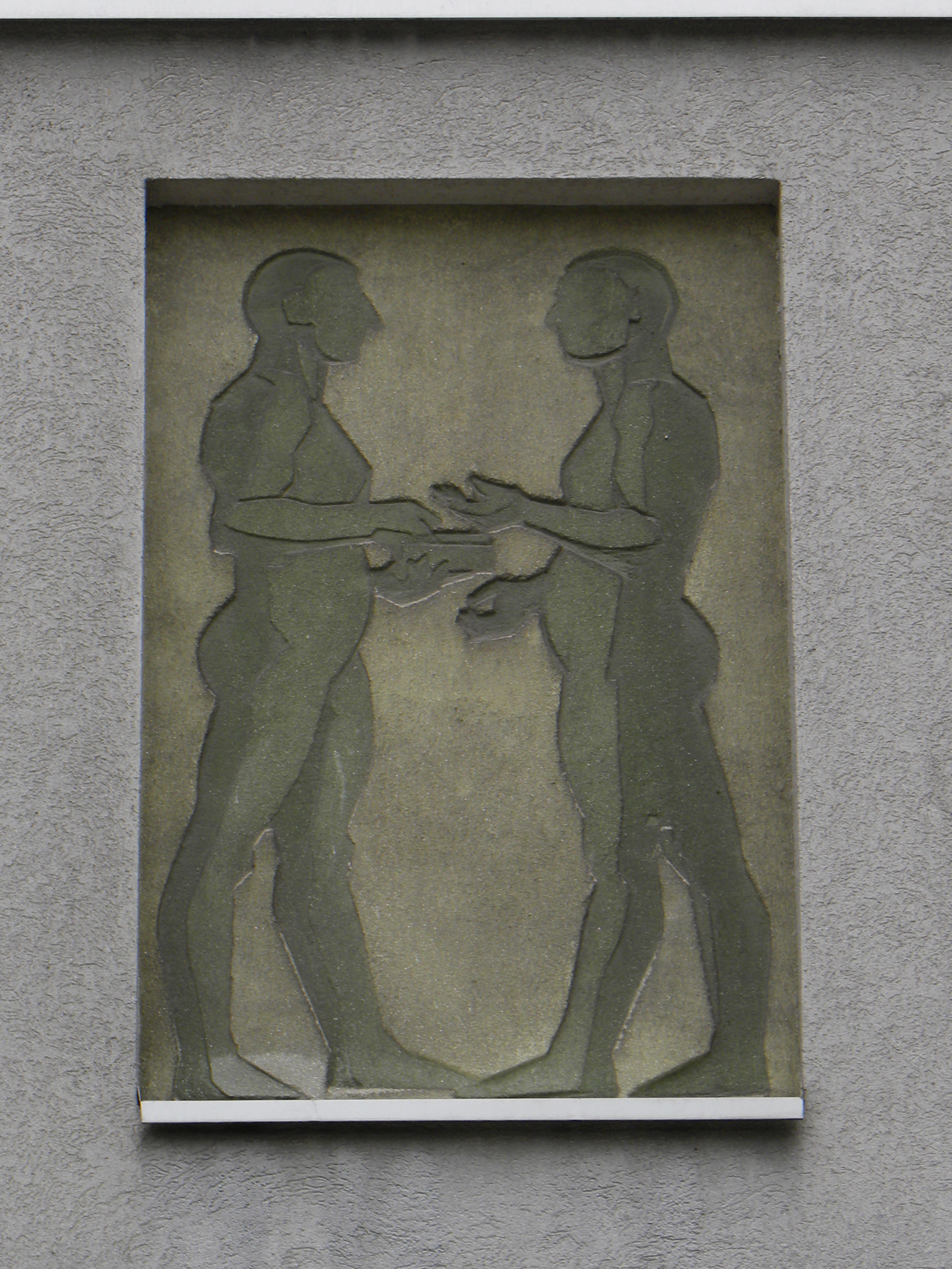
Sgraffito Die beiden Leser, Linz, Urfahr

Hazod stellte als Mitglied ab 1929 regelmäßig im Rahmen der Künstlervereinigung MAERZ und später in der Berufsvereinigung bildender Künstler Oberösterreichs aus. 1943 stellte er im Volksgartenpavillon in Linz aus. 1951 zeigte er Ölgemälde und Kompositionen im Rahmen einer Personale im Oberösterreichischen Landesmuseum in Linz.
Werke wurden im Rahmen von Gemeinschaftsausstellungen gezeigt (Auswahl):
- Johann Hazod (1897 bis 1981), Nordico, 1983.
- Die Kunst der Linie - Möglichkeiten des Graphischen, Landesgalerie Linz am Oberösterreichischen Landesmuseum, 1999.
- … aus der Sammlung: Stummer Schrei - Bilder wider Krieg und Gewalt. Landesgalerie Linz am Oberösterreichischen Landesmuseum, 2002.
- --- aus der Sammlung: Selbstbildnisse. Landesgalerie Linz am Oberösterreichischen Landesmuseum, 2006.
- Kulturhauptstadt des Führers, Schlossmuseum Linz, 2009.
- Zeitschnitt (2) - Malerei des MAERZ - Die Gründergeneration, Artemons, 2011
- 100 Jahre MAERZ, Die Anfänge 1913 bis 1938, Nordico, 2013
- … aus der Sammlung: Bildende Kunst in Oberösterreich 1945 bis 1955. Landesgalerie am Oberösterreichischen Landesmuseum, 2015.

## Auszeichnungen
- 1992 wurde in Linz die Hazodstraße in Urfahr im Bezirk St. Magdalena nach ihm benannt.